# Inktspatkorst
Inktspatkorst (Arthonia spadicea) is een korstmos uit de familie Arthoniaceae.

## Determinatie
Uiterlijke kenmerken
Inktspatkorst is een bruingroen tot grijs, korstvormig korstmos. Het thallus heeft een onduidelijke rand. Apotheciën zijn in overvloed aanwezig. Het zijn platte of licht convexe schijven met een kastanjebruine of bijna zwarte kleur. Ze zijn dof of licht glanzend. De jongere apotheciën zijn breed gehecht aan het thallus, terwijl de oudere uitsteken. 
Microscopische kenmerken
Het hymenium is 25–40 μm dik en geelbruin of oranjebruin van kleur. In één ascus zitten 8 tweecellige ascosporen van 7–9 × 3–4 µm groot. Ze zijn ellipsvormig of langwerpig-ovaal, onderaan versmald.

## Ecologie
Inktspatkorst is een kenmerkende soort voor sterk beschutte boomvoeten van oude bomen met zure schors, vaak massaal op eiken, beuken en elzen in bossen.

## Verspreiding
Het verspreidingsgebied van inktspatkorst strekt zich uit over het noordelijk halfrond. Hij komt met name voor in Europa, maar wordt ook gevonden in Noord-Amerika en Azië. In Nederland is het een vrij algemene soort, vooral op de hogere zandgronden. Hij staat niet op de rode lijst en is niet bedreigd.
1. ↑  (en)  GBIF.org. Gearchiveerd op 13 maart 2023.